# Liste der deutschen Botschafter in Kroatien
Die Liste der deutschen Botschafter in Kroatien enthält die Gesandten des Deutschen Reichs im Unabhängigen Staat Kroatien (1941 bis 1945) und die Botschafter der Bundesrepublik Deutschland in der Republik Kroatien (seit 1992). Sitz der Botschaft ist in Zagreb.

## Missionschefs

### Gesandte des Deutschen Reichs
Gesandte des  Deutschen Reichs
1941: Aufnahme diplomatischer Beziehungen
| Name              | Amtszeit  |
| ----------------- | --------- |
| Hermann Neubacher | 1941–1941 |
| Siegfried Kasche  | 1941–1945 |

1945: Abbruch der Beziehungen

### Botschafter der Bundesrepublik Deutschland
Botschafter der  Bundesrepublik Deutschland
1992: Aufnahme diplomatischer Beziehungen
| Name               | Amtszeit  |
| ------------------ | --------- |
| Horst Weisel       | 1992–1996 |
| Gebhardt Weiss     | 2000–2004 |
| Jürgen Staks       | 2004–2006 |
| Hans Jochen Peters | 2006–2008 |
| Bernd Fischer      | 2009–2012 |
| Hans-Peter Annen   | 2012–2015 |
| Thomas Schultze    | 2015–2018 |
| Robert Klinke      | 2018–2022 |
| Christian Hellbach | 2022–2025 |
| Pascal Hector      | seit 2025 |